# Clara Zetkin

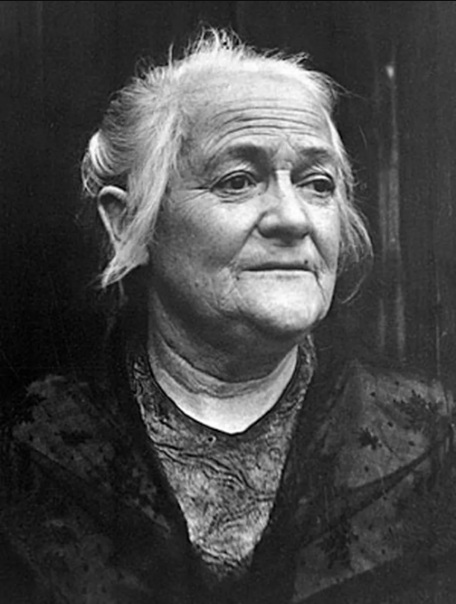
Clara Zetkin in den 1920er Jahren, während ihrer Zeit als Reichstagsabgeordnete in der Weimarer Republik

Unterschrift (1910)

Clara Josephine Zetkin, geborene Klara Josephine Eißner (* 5. Juli 1857 in Wiederau; † 20. Juni 1933 in Krasnogorsk-Archangelskoje bei Moskau) war eine deutsche sozialistisch-kommunistische Politikerin, Friedensaktivistin und Frauenrechtlerin. Sie war bis 1917 aktiv in der SPD und in dieser Partei eine markante Vertreterin der revolutionär-marxistischen Fraktion. 1917 schloss sie sich der SPD-Abspaltung USPD an. Dort gehörte sie zum linken Flügel bzw. zur Spartakusgruppe, die während der Novemberrevolution 1918 in Spartakusbund umbenannt wurde. Dieser wiederum ging zusammen mit anderen linksrevolutionären Gruppierungen in der zum Jahreswechsel 1918/1919 neu gegründeten Kommunistischen Partei Deutschlands (KPD) auf. Als einflussreiches Mitglied der KPD war Zetkin von 1920 bis 1933 Reichstagsabgeordnete und 1932 Alterspräsidentin des Parlaments.
Auf übernationaler Ebene gehörte Zetkin als Beteiligte am Internationalen Arbeiterkongress von 1889 in Paris zu den Gründern der Zweiten Internationale der sozialistischen Arbeiterbewegung. In der Arbeit für die Internationale gilt sie als prägende Initiatorin des Internationalen Frauentags. Als Angehörige der Zentrale bzw. des später als Zentralkomitee bezeichneten Vorstandsgremiums der KPD war sie von 1921 bis 1933 Mitglied im Exekutivkomitee der Kommunistischen Internationale (EKKI), wo sie in ihren letzten Lebensjahren zur Minderheit der Kritiker der letztlich von Stalin vorgegebenen Sozialfaschismusthese gehörte.

## Leben

### Herkunft und Bildungsweg

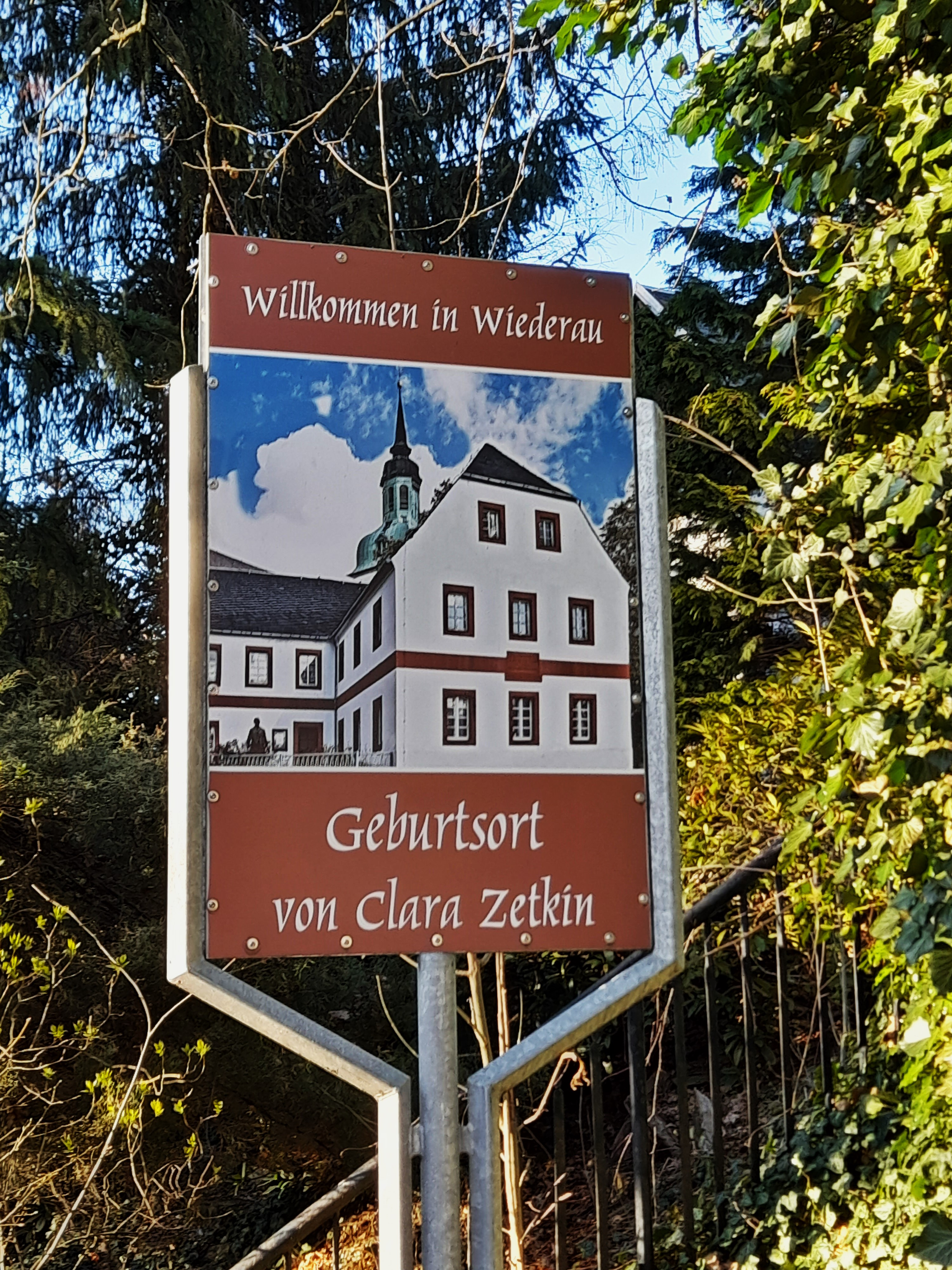
Wiederau (Königshain-Wiederau), Willkommenstafel

Clara Zetkin war die älteste Tochter von Gottfried Eißner (auch Eisner) und seiner Frau Josephine, geborene Vitale. Gottfried Eißner war der Sohn eines Tagelöhners und Dorfschullehrers in Wiederau im Königreich Sachsen. Der Vater von Josephine Vitale, Jean Dominique, Fremdsprachenlehrer in Leipzig, war durch die Französische Revolution 1789 und seine Teilnahme an Napoleons Kriegen geprägt. Ihre Mutter stand mit Pionierinnen der damals entstandenen bürgerlichen Frauenbewegung in Kontakt, insbesondere Louise Otto-Peters und Auguste Schmidt, las Bücher von George Sand und gründete in Wiederau einen Verein für Frauengymnastik. Ihr Vater war Lehrer, Kirchenorganist und gläubiger Protestant.
Die Familie siedelte 1872 nach Leipzig über, um ihren Kindern eine bessere Ausbildung zu ermöglichen. Clara Zetkin ließ sich dort in Privatseminaren zur Volksschullehrerin ausbilden. 1879 war sie in Zschopau bei der Unternehmerfamilie Bodemer als Hauslehrerin tätig.

### Politisches Engagement in der frühen Sozialdemokratie und erstes Exil

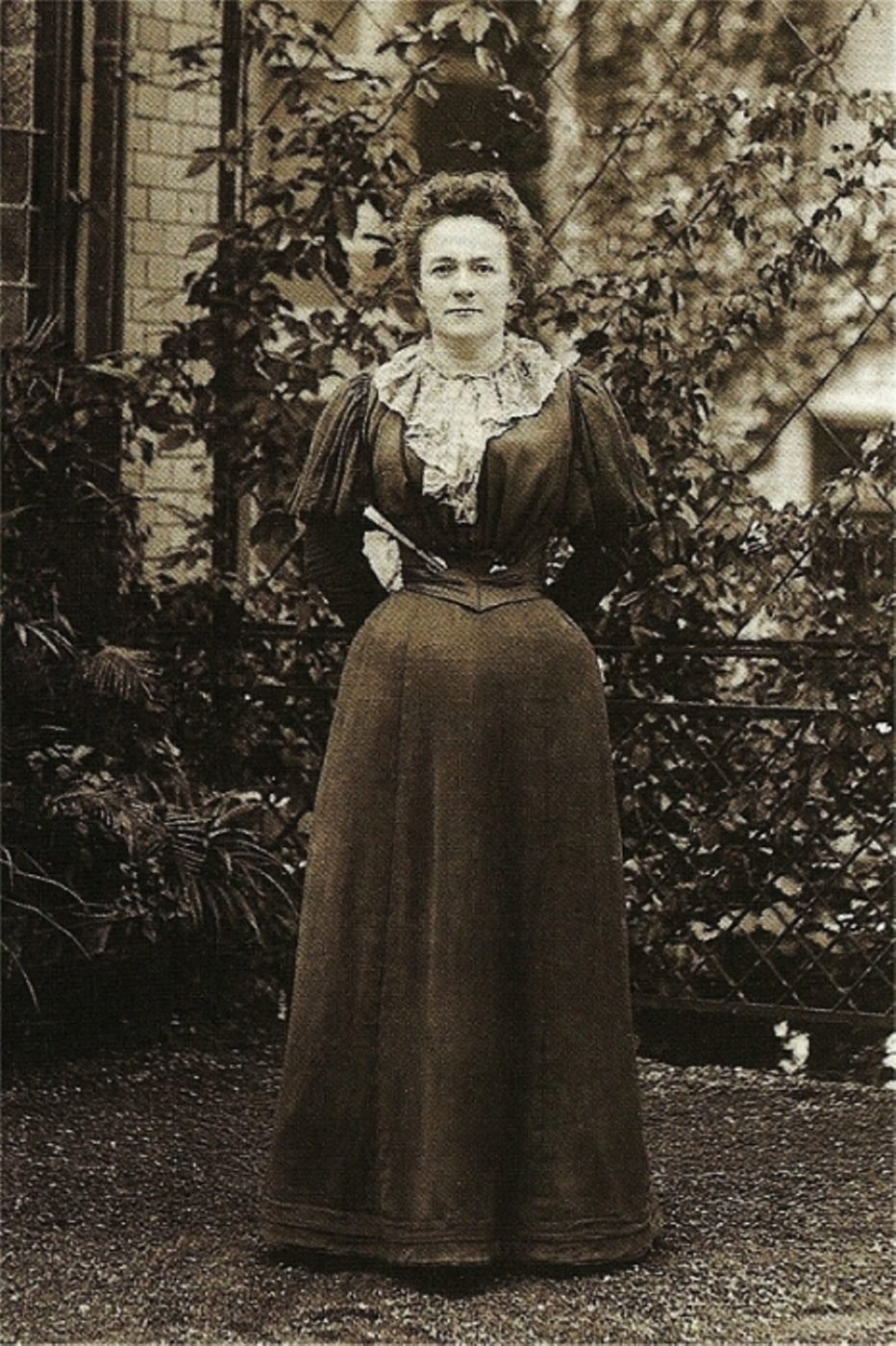
Clara Zetkin 1897

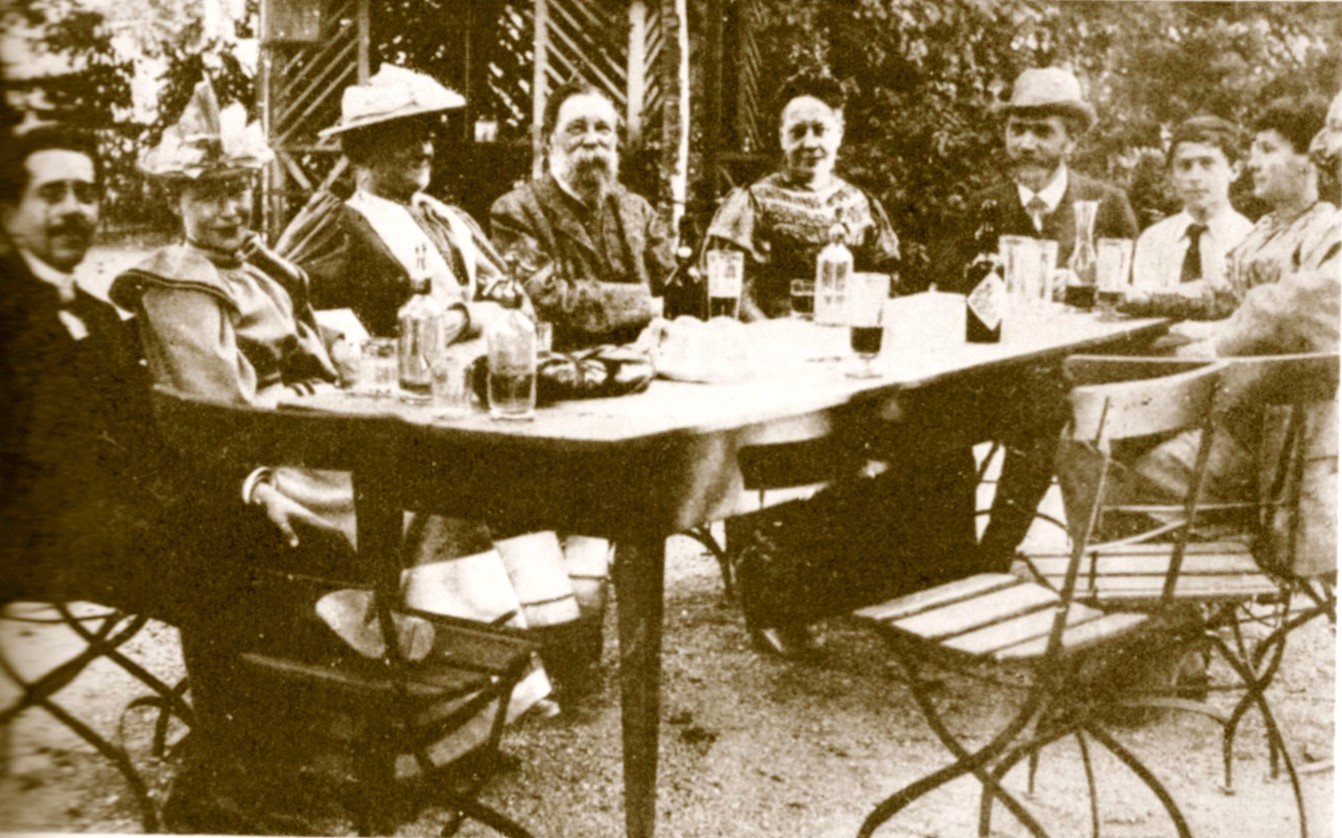
Zetkin (Dritte von links) im Gasthof zum Löwen in Bendlikon bei Zürich 1893 zusammen mit der Familie Bebel und einigen anderen prominenten Vertretern der sozialdemokratischen Bewegung
(von links nach rechts: Ferdinand Simon (1862–1912), Friederike Simon, geb. Bebel (1869–1948), Clara Zetkin, Friedrich Engels, Julie Bebel, August Bebel, Ernst Schattner, Regina Bernstein (1849–1923) und Eduard Bernstein (teilweise abgeschnitten))

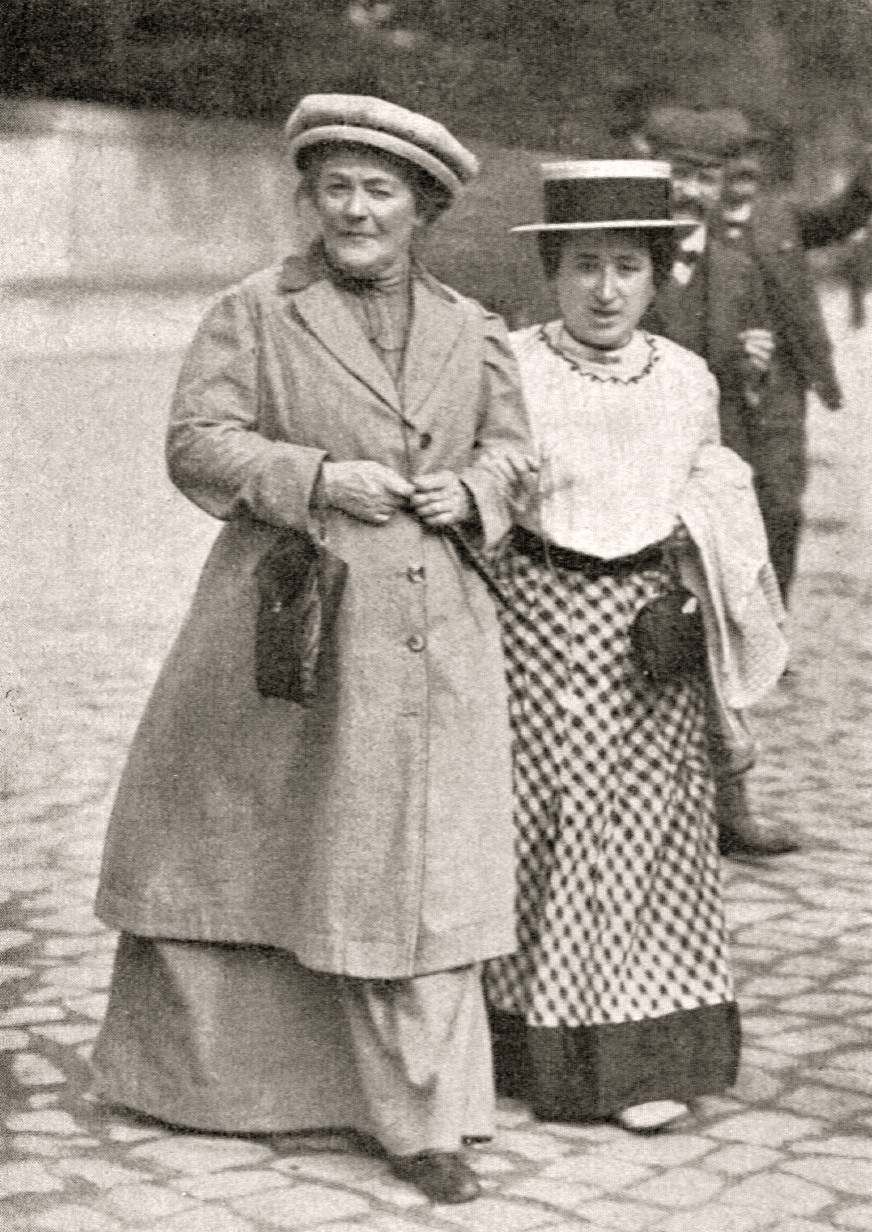
Zetkin (links) mit Rosa Luxemburg im Jahr 1910

Ab 1874 hatte Clara Eißner Kontakte zur Frauen- und Arbeiterbewegung. Sie trat 1878 der Sozialistischen Arbeiterpartei Deutschlands bei, die 1890 in SPD (Sozialdemokratische Partei Deutschlands) umbenannt wurde. Wegen des Sozialistengesetzes (1878–1890), das sozialdemokratische Aktivitäten außerhalb der Landtage und des Reichstags verbot, ging sie 1882 zuerst nach Zürich, dann nach Paris ins Exil. Dort nahm sie den Namen ihres Lebenspartners, des russischen Revolutionärs Ossip Zetkin an, der durch seine Beteiligung an der sozialrevolutionären Narodniki-Bewegung politisch durch das Zarenreich verfolgt wurde. Mit ihm hatte sie zwei Söhne, Maxim Zetkin (1883–1965) und Kostja Zetkin (1885–1980).
In ihrer Zeit in Paris hatte sie 1889 während des Internationalen Arbeiterkongresses einen bedeutenden Anteil an der Gründung der Sozialistischen Internationale.
Im Herbst 1890 kehrte die Familie nach Deutschland zurück und ließ sich in Sillenbuch bei Stuttgart nieder. Dort arbeitete Zetkin als Übersetzerin für den Dietz-Verlag und seit 1892 als Chefredakteurin der sozialdemokratischen Frauenzeitschrift Die Gleichheit.
Nach dem Tode Ossip Zetkins 1889 heiratete sie 1899 42-jährig in Stuttgart den 24-jährigen Kunstmaler Friedrich Zundel aus Wiernsheim. Nach zunehmender Entfremdung wurde die Ehe 1927 geschieden.
1907 lernte Zetkin anlässlich des Internationalen Sozialistenkongresses in Stuttgart den russischen Revolutionär Wladimir Iljitsch Lenin kennen. In der SPD gehörte sie zusammen mit Rosa Luxemburg wortführend zum revolutionären linken Flügel der Partei und wandte sich mit ihr um die Jahrhundertwende zum 20. Jahrhundert in der Revisionismusdebatte entschieden gegen die reformorientierten Thesen Eduard Bernsteins.

### Die Frauenrechtlerin
Einer ihrer politischen Schwerpunkte war die Frauenpolitik. Hierzu hielt sie beim Gründungskongress der Zweiten Internationale am 19. Juli 1889 ein berühmt gewordenes Referat, in dem sie die Forderungen der bürgerlichen Frauenbewegung nach Frauenwahlrecht, freier Berufswahl und besonderen Arbeitsschutzgesetzen für Frauen, wie sie um Helene Lange und Minna Cauer vertreten wurden, im Rahmen des herrschenden Systems kritisierte:

„Wir erwarten unsere volle Emanzipation weder von der Zulassung der Frau zu dem, was man freie Gewerbe nennt, und von einem dem männlichen gleichen Unterricht – obgleich die Forderung dieser beiden Rechte nur natürlich und gerecht ist – noch von der Gewährung politischer Rechte. Die Länder, in denen das angeblich allgemeine, freie und direkte Wahlrecht existiert, zeigen uns, wie gering der wirkliche Wert desselben ist. Das Stimmrecht ohne ökonomische Freiheit ist nicht mehr und nicht weniger als ein Wechsel, der keinen Kurs hat. Wenn die soziale Emanzipation von den politischen Rechten abhinge, würde in den Ländern mit allgemeinem Stimmrecht keine soziale Frage existieren. Die Emanzipation der Frau wie die des ganzen Menschengeschlechtes wird ausschließlich das Werk der Emanzipation der Arbeit vom Kapital sein. Nur in der sozialistischen Gesellschaft werden die Frauen wie die Arbeiter in den Vollbesitz ihrer Rechte gelangen.“

Damit erklärte Zetkin das Ziel der Gleichberechtigung der Geschlechter für sekundär gegenüber der sozialen Revolution. Ihre Verschiebung der formalpolitischen Emanzipation der Frau auf die Zeit danach machte die Ausbildung einer sozialistischen Frauenbewegung mit eigenem Programm und mit taktischer Unabhängigkeit von der Partei unmöglich. Zudem erschwerte diese Haltung die Zusammenarbeit mit der bürgerlichen Frauenbewegung, die Zetkin als „frauenrechtliche Harmonieduselei“ ablehnte. Auf dem SPD-Parteitag, der 1896 in Gotha stattfand, setzte Zetkin eine Resolution durch, die die Bedeutung der Emanzipation je nach Klasse differenzierte: Die kleine und mittlere Bourgeoisie schüre damit „den wirtschaftlichen Interessenkampf zwischen Männern und Frauen“, wohingegen der Emanzipationskampf der Proletarierinnen nicht ein Kampf gegen die Männer der eigenen Klasse sei, sondern nur mit ihnen gemeinsam geführt werden müsse. Zetkin zog daraus den Schluss: „Die Emanzipation der proletarischen Frauen kann deshalb nicht das Werk sein der Frauen aller Klassen, sondern ist allein das Werk des gesamten Proletariats ohne Unterschied des Geschlechts“. Auch auf dem ersten Internationalen Frauenkongress, der 1896 in Berlin stattfand, erklärte Zetkin, dass die sozialistische Frauenpolitik eigenständig bleiben müsse, was einen heftigen Zusammenstoß mit den Vertreterinnen der bürgerlichen Frauenbewegung auslöste.
Mit der bürgerlichen Frauenbewegung stimmte Zetkin gleichwohl in der Annahme überein, es gäbe naturgegebene Unterschiede zwischen den Geschlechtern. 1907 widersprach sie explizit der „Ansicht gewisser frauenrechtlerischer Kreise, daß Frauen und Männer gleiche Rechte haben müssen, weil sie geistig-sittlich gleich seien. Wie körperlich, so sind die Geschlechter auch in ihrem Geistes- und Seelenleben verschieden. Aber verschieden sein, anders sein, heißt für das weibliche Geschlecht nicht niedriger sein als das männliche“. Eine Frau würde auf Grund ihrer „weiblichen Eigenart zum Teil anders fühlen, denken und handeln als der Mann“, doch sei dies „Anderssein“ als eine „Bereicherung der Gesellschaft“ anzusehen. Die Forderung nach einem Frauenwahlrecht machte Zetkin später zu einem Schwerpunkt der sozialdemokratischen Agitation unter den Frauen, da sie es als Kampfmittel gegen den Kapitalismus ansah: „Wir verlangen gleiche politische Rechte mit dem Manne, damit wir ungehemmt durch gesetzliche Schranken mitarbeiten, mitkämpfen können, um diese Gesellschaft zu stürzen.“ Das Frauenwahlrecht war seit 1891 Bestandteil des Parteiprogramms der SPD gewesen.
Zetkin war von 1891 bis 1917 Chefredakteurin der SPD-Frauenzeitung Die Gleichheit (bzw. deren Vorläuferin Die Arbeiterin), in deren programmatischer Eröffnungsnummer sie sich erneut gegen die reformistische Vorstellung wandte, durch rechtliche Gleichstellung mit den Männern unter Beibehaltung des Kapitalismus einen Fortschritt für die Frauen erreichen zu wollen:

„‚Die Gleichheit‘ […] geht von der Überzeugung aus, dass der letzte Grund der jahrtausendealten niedrigen gesellschaftlichen Stellung des weiblichen Geschlechts nicht in der jeweils‚ von Männern gemachten‘ Gesetzgebung, sondern in den durch wirtschaftliche Zustände bedingten Eigentumsverhältnisse zu suchen ist. Mag man heute unsere gesamte Gesetzgebung dahin abändern, dass das weibliche Geschlecht rechtlich auf gleichen Fuß mit dem männlichen gestellt wird, so bleibt nichtsdestoweniger für die große Masse der Frauen […] die gesellschaftliche Versklavung in härtester Form weiterbestehen: ihre wirtschaftliche Abhängigkeit von ihren Ausbeutern.“

1907 wurde ihr die Leitung des neu gegründeten Frauensekretariats der SPD übertragen. Beim „Internationalen Sozialistenkongress“, der im August 1907 in Stuttgart stattfand, wurde die Gründung der Sozialistischen Fraueninternationale beschlossen – mit Zetkin als internationaler Sekretärin. Auf der Zweiten Internationalen Sozialistischen Frauenkonferenz am 27. August 1910 in Kopenhagen initiierte sie gegen den Willen ihrer männlichen Parteikollegen, gemeinsam mit Käte Duncker, den Internationalen Frauentag, der erstmals im folgenden Jahr am 19. März 1911 begangen werden sollte (ab 1921 am 8. März).

### Während des Ersten Weltkriegs
Zusammen mit Franz Mehring, Rosa Luxemburg und weiteren prominenten SPD-Politikern gehörte Zetkin kurz vor Beginn des Ersten Weltkrieges 1914 zur Minderheit der Gegner einer Bewilligung der Kriegskredite in den Gremien der eigenen Partei. Sie blieb damit dem Grundsatz der II. Internationale treu, keinen Angriffskrieg zu unterstützen, und stand fortan im Widerspruch zur Mehrheit der im Reichstag vertretenen SPD. Entsprechend lehnte sie ab Beginn des Ersten Weltkriegs die Burgfriedenspolitik ihrer Partei ab. Im Reichstag selbst war Karl Liebknecht im Dezember 1914 der erste Abgeordnete, der mit der Fraktionsdisziplin brach und gegen die Bewilligung der Kriegskredite stimmte, die sie als moralischen Bankrott der Sozialdemokratie empfand.
Neben anderen Aktivitäten gegen den Krieg organisierte Zetkin 1915 in Bern, der Hauptstadt der neutralen Schweiz, die Internationale Konferenz sozialistischer Frauen gegen den Krieg. In diesem Zusammenhang entstand das maßgeblich von ihr ausformulierte Antikriegs-Flugblatt „Frauen des arbeitenden Volkes!“, dessen Verbreitung außerhalb der Schweiz, insbesondere in den Mittelmächten Österreich-Ungarn und dem Deutschen Reich polizeilich verboten wurde. Aufgrund ihrer Antikriegshaltung wurde Zetkin während des Krieges mehrfach inhaftiert, ihre Post beschlagnahmt, ihre Söhne, beide Ärzte im Militärdienst, wurden schikaniert.

### Von der SPD zur KPD

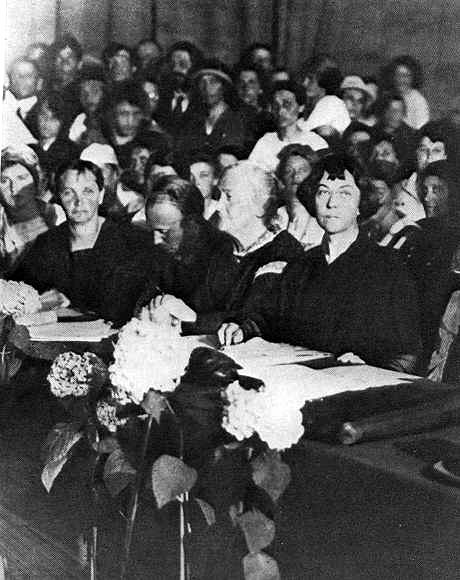
Zetkin (vordere Reihe ca. Bildmitte bzw. vierte von links) 1921 als KPD-Delegierte beim III. Weltkongress der Komintern; neben Zetkin rechts im Bild Alexandra Kollontai.

Sie war ab 1916 an der ursprünglich von Rosa Luxemburg gegründeten revolutionären innerparteilichen Oppositionsfraktion der SPD, der Gruppe Internationale bzw. Spartakusgruppe beteiligt, die am 11. November 1918 in Spartakusbund umbenannt wurde. 1917 schloss sich Zetkin der USPD – unmittelbar nach deren Konstituierung – an. Diese neue linkssozialdemokratische Partei hatte sich aus Protest gegen die kriegsbilligende Haltung der SPD von der Mutterpartei abgespalten, nachdem die größer gewordene Gruppe der Kriegsgegner aus der SPD-Reichstagsfraktion und der Partei ausgeschlossen worden war.
Nach der Oktoberrevolution in Russland kam es zum Streit innerhalb des Spartakusbundes über die Politik der Bolschewiki. Im Januar 1918 hatten sie die Russische konstituierende Versammlung mit Gewalt auseinanderjagen lassen, weil seine Partei dort keine Mehrheit hatte. Luxemburg kritisierte scharf, dass es im Anschluss keine Neuwahlen gab, und formulierte in diesem Zusammenhang ihr Diktum von der Freiheit, die „immer Freiheit des anders Denkenden“ sei. Zetkin dagegen befürwortete Lenins „Januarputsch“ (Heinrich August Winkler) uneingeschränkt: Eine Hinnahme des demokratischen Wahlergebnisses wäre „ein Verbrechen gewesen, gepaart mit Narrheit“.
Nach der Novemberrevolution in Deutschland wurde – ausgehend vom Spartakusbund und anderen linksrevolutionären Gruppen – am 1. Januar 1919 die Kommunistische Partei Deutschlands (KPD) gegründet, der auch Zetkin beitrat. Von 1919 bis 1920 war Zetkin Mitglied der Verfassunggebenden Landesversammlung Württembergs und dort eine unter den ersten 13 weiblichen Abgeordneten. Sie beteiligte sich ab dem 25. Juli 1919 am Sonderausschuss für den Entwurf eines Jugendfürsorgegesetzes. Am 25. September 1919 stimmte Zetkin gegen die Annahme der Verfassung des freien Volksstaates Württemberg.

### In der Weimarer Republik
Von 1920 bis 1933 war Zetkin für die KPD im Reichstag der Weimarer Republik als Abgeordnete vertreten. Ab 1919 gab sie die Zeitschrift Die Kommunistin heraus. Von 1921 bis zu ihrem Tode war sie Präsidentin der Internationalen Arbeiterhilfe (IAH). In der KPD war Zetkin bis 1924 Angehörige der Zentrale, und von 1927 bis 1929 des Zentralkomitees der Partei. Des Weiteren war sie von 1921 bis 1933 Mitglied des Exekutivkomitee der Kommunistischen Internationale (EKKI). Sie hielt sich daher häufig in Moskau auf und hatte eine eigene Wohnung im Kreml. Später pflegte sie unweit davon im  Hotel Metropol abzusteigen. 1925 wurde sie außerdem zur Vorsitzenden der Roten Hilfe Deutschlands gewählt.
Über Clara Zetkins Arbeitsstil sagte ihre spätere Sekretärin Hertha Gordon-Walcher:

„Ich kenne sie als eine unermüdliche Arbeiterin […] Ihr Tag begann schon sehr früh. Oft saß sie morgens um fünf Uhr schon im Bett und schrieb. Und spät abends, wenn sie von den Versammlungen und Sitzungen heimkehrte, endete ihr Tag.“

In der KPD saß Zetkin im Lauf ihrer politischen Tätigkeit, während der die dominierenden innerparteilichen Flügel mehrfach wechselten, oft zwischen den Stühlen, behielt jedoch zeitlebens einen bedeutenden Einfluss in der Partei. Im Allgemeinen wird sie von namhaften Historikern wie beispielsweise Heinrich August Winkler eher dem „rechten“ Flügel der KPD zugeordnet, vor allem, weil sie trotz ihrer Mitgliedschaft im EKKI den ideologischen Vorgaben der Komintern und aus der Sowjetunion teilweise kritisch gegenüberstand. Diese Kritik äußerte sie aber nur selten öffentlich, sondern wahrte Parteidisziplin. So wehrte sie sich nicht gegen die Funktionalisierung ihrer Person, als KPD und EKKI ihren siebzigsten Geburtstag am 5. Juli 1927 groß begingen. An Wilhelm Pieck schrieb sie wenige Wochen vor den Feierlichkeiten, sie „ekle sich bis zum Erbrechen vor der konventionellen Heuchelei Derer, mit denen ich in Kampfgemeinschaft verbunden bin.“ Ihre Biographin Tânia Ünlüdağ deutet dies als Ausfluss eines Autoritarismus, der ihr gesamtes politisches Denken und Verhalten geprägt habe.

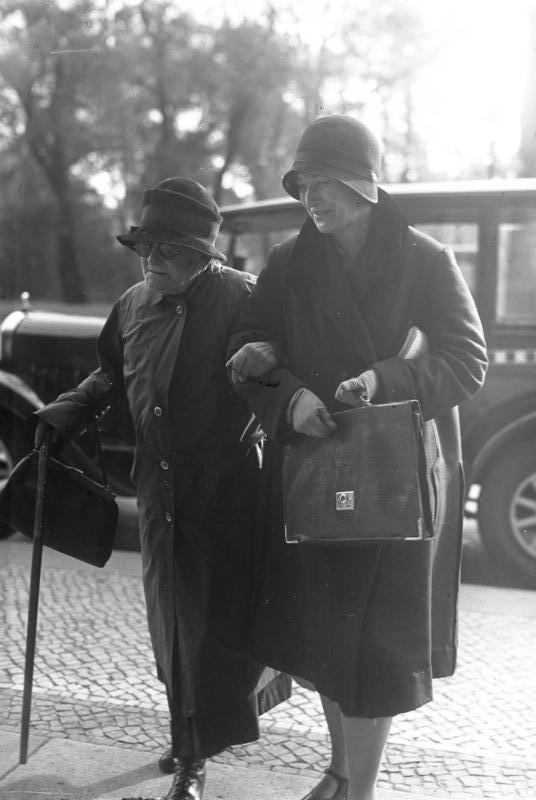
Zetkin (links) 1930 auf dem Weg zur Wahl des Reichstagspräsidenten

1921 lehnte sie – nach der Vereinigung der KPD mit dem großen linken Flügel der USPD zur zeitweilig unter dem Alternativkürzel VKPD firmierenden Partei – zusammen mit dem damaligen von März 1919 bis Februar 1921 amtierenden innerparteilich umstrittenen KPD-Vorsitzenden Paul Levi (Parteiausschluss Mitte 1921) die vom Komintern-Chef Grigori Jewsejewitsch Sinowjew befürwortete „Offensivstrategie“ als „Putschismus“ ab. Bei der entsprechenden von der KPD mehrheitlich unterstützten Kampagne war eine revolutionär ausgerichtete Arbeiterrevolte, die Märzaktion in der Provinz Sachsen, blutig gescheitert, wobei über hundert Menschen ums Leben gekommen waren. Anders als die Parteivorsitzenden Levi und Ernst Däumig blieb sie jedoch in der KPD und schloss sich nicht der Kommunistischen Arbeitsgemeinschaft (KAG) an.
In einem Moskauer Schauprozess gegen Sozialrevolutionäre fungierte Zetkin 1922 als Anklägerin und publizierte dazu eine „Kampfschrift“ im Komintern-Verlag. In ihrer Anklageschrift bezeichnete Zetkin den Prozess ausdrücklich als politisch: Ein „Revolutionsgericht“ sei keinerlei kodifizierten Freiheits- oder Prozessrechten verpflichtet, wie sie in der bürgerlichen Rechtsprechung üblich seien. Abzuurteilen sei die „Bewußtseinstat“ der Angeklagten, stellvertretend werde damit das Urteil gefällt über Sozialdemokraten und andere Reformisten in der europäischen Arbeiterbewegung. Dass das Urteil nur auf Todesstrafe lauten könne, „darüber kann es nicht einmal eine Diskussion geben,“ schrieb sie. Noch bevor es verhängt wurde, plädierte sie aber in einem Schreiben an das ZK der KPdSU dafür, die Vollstreckung auszusetzen, weil sie erwartete, dass die Hinrichtungen in der internationalen Öffentlichkeit negativ aufgenommen würden. Humanitäre Gründe spielten bei dieser Eingabe keine Rolle.
Nach Mussolinis „Marsch auf Rom“, der Machtergreifung der italienischen Faschisten im Oktober 1922, entwickelte Zetkin in Abgrenzung von der Theoriebildung etwa Sinowjews, die innerhalb der  Kommunistischen Partei Russlands (Bolschewiki) vorherrschte, eine differenzierte Faschismustheorie: Die Bolschewiki subsumierten unter Faschismus nämlich jegliche gewalttätige und antikommunistische reaktionäre Bewegung. Im Juni 1923 erklärte sie auf der Tagung des Exekutivkomitees der Komintern dagegen, der Faschismus sei keineswegs als „bloßer bürgerlicher Terror“ und als Rache der Bourgeoisie für die Bedrohung durch die Oktoberrevolution zu verstehen. Zwar würden die Kapitalisten den Faschismus nach Kräften fördern, doch seien dessen Träger „breite soziale Schichten, große Massen, die selbst bis in das Proletariat hineinreichen“. Diese seien enttäuscht über den „Verrat der reformistischen Führer der Arbeiterbewegung“, die vor der Weltrevolution zurückgeschreckt und insofern verantwortlich für die Machtergreifung der Faschisten in Italien seien. Deshalb müsse man nun „den Kampf aufnehmen nicht nur um die Seelen der Proletarier, die dem Faschismus verfallen sind, sondern auch um die Seelen der Klein- und Mittelbürger“. Um diese auf die eigene Seite zu ziehen oder um zumindest zu verhindern, dass sie auf Seiten der Bourgeoisie kämpften, müsse die kommunistische Propaganda und Agitation sie in ihrer jeweils eigenen Sprache ansprechen: „Wir brauchen eine besondere Literatur für die Agitation unter den Bauern, wir brauchen eine besondere Literatur für die Beamten, Angestellten, Klein- und Mittelbürger jeder Art und wieder eine eigene Literatur für die Arbeit unter den Intellektuellen“. Doch genüge es nicht, den Faschismus ideologisch und politisch zu überwinden. Vielmehr sei Gewalt gegen die Faschisten als „Notwehr“ legitim: „Gewalt gegen Gewalt! Nicht etwa Gewalt als individueller Terror – das bliebe erfolglos. Aber Gewalt als die Macht des revolutionären organisierten proletarischen Klassenkampfes.“ Mit ihrem Aufruf zu einer defensiven Einheitsfront der Arbeiterklasse konnte sich Zetkin indes nicht durchsetzen. Vielmehr setzte sich in der Komintern die pauschale Identifizierung aller Nichtkommunisten einschließlich der Sozialdemokraten als (Sozial-)Faschisten durch sowie in der Folge die Dimitroff-These, die ab 1933 unter Faschismus „die terroristische Diktatur der am meisten reaktionären, chauvinistischen und imperialistischen Elemente des Finanzkapitals“ verstand.
Am 21. Januar 1923, kurz nach dem Beginn der Besetzung des Ruhrgebietes durch französische und belgische Truppen infolge der von Deutschland nicht erfolgten Reparationszahlungen laut den Bestimmungen des Versailler Vertrags von 1919, warf Zetkin unter der Überschrift Um das Vaterland der Großbourgeoisie vor, ihr „Verrat“ sei schuld an der krisenhaften Zuspitzung der Situation der Weimarer Republik infolge von Hyperinflation und Reparationen. Mit dem Flugblatt „Zur Befreiung des deutschen Vaterlandes“ rief sie zum Sturz der Regierung Cuno und zur Bildung einer Arbeiterregierung auf. Diese nationalistisch anmutenden Töne, die kurzzeitig dazu führten, dass Zetkin von einigen Parteigenossen der Versuch vorgeworfen wurde, die bürgerlichen Parteien mit nationalen Parolen rechts überholen zu wollen, wurden zwei Tage später von der Parteizentrale korrigiert. Mit der Parole „Schlagt Poincaré an der Ruhr und Cuno an der Spree“ rief die KPD zur Solidarität der Proletarier in Deutschland und in Frankreich auf. Beim Reichsparteitag der KPD im April 1924 in Frankfurt am Main erhielt sie nur fünf Stimmen und schied aus der Zentrale aus.
Im April 1925 polemisierte Zetkin auf einer weiteren EKKI-Tagung in Moskau gegen die zu der Zeit aktuelle KPD-Führung unter Ruth Fischer und Arkadi Maslow, denen sie „sektiererische Politik“ vorwarf. Damit half sie deren Absetzung vorzubereiten. Nachfolger wurde im Herbst 1925 Ernst Thälmann, den Stalin protegierte. In dieser Zeit schwankte der Kurs der Partei zwischen einem ultralinken und einem gemäßigten Kurs. Zetkin schrieb 1926, sie biete das Bild eines „Trümmerhaufens“. 1927 attestierte sie Thälmann, sein Kurs „pendelt hin und her zwischen Moechte-gern und Kann-doch-nicht“, er sei „kenntnislos und theoretisch ungeschult“ und gebe sich einer „Selbsttaeuschung und Selbstverblendung“ hin, „die an Größenwahn grenzt und der Selbstbeherrschung ermangelt“. Die Parteiführung insgesamt sei inkompetent und verstricke sich in Intrigen und Machtkämpfe, für die die angeblichen Gegensätze zwischen links und rechts „nur welke Feigenblaetter, nicht lebendige Kraefte“ seien. Die parlamentarische Demokratie der Weimarer Republik lehnte sie als „Klassendiktatur der Bourgeoisie“ strikt ab. Zugleich stand sie auch der stalinschen Sozialfaschismusthese kritisch gegenüber, die ein Bündnis mit der Sozialdemokratie gegen den Nationalsozialismus verhinderte. Dies bedeutete jedoch keine grundsätzliche Kritik an der Internationale und der sowjetischen Diktatur unter Stalin. Sie übte parteiintern Kritik an dem Kurs der KPD unter Thälmann, den sie für verhängnisvoll hielt, und forderte mehrfach eine freie Aussprache in der Partei. Doch zugleich hielt sie sich eisern an die Parteidisziplin, um Geschlossenheit nach außen zu vermitteln.
Als 1926 Sinowjew von Stalin als Oppositioneller bezeichnet und aus der Leitung der Komintern ausgebootet wurde, trat Zetkin gemeinsam mit Thälmann in Moskau gegen ihn auf. Nachdem er im Jahr darauf auch noch aus der KPdSU ausgeschlossen worden war, erklärte sie kühl, für Trotzki und ihn könne es trotz ihrer Verdienste in der Oktoberrevolution keine mildernden Umstände geben. Ihr Ausschluss sei „eine Episode, keine Katastrophe“:

„Zwei Mann gingen über Bord des Parteischiffes, zwei Mann des führenden Stabes – ein herber Verlust […] Volldampf voraus, entgegen dem Ziel: der sozialistischen Umwälzung in der Sowjetunion, der proletarischen Weltrevolution!“

 Im März 1927 wurde Zetkin ins Zentralkomitee der KPD gewählt, was die Komintern bereits 1925 verlangt hatte.

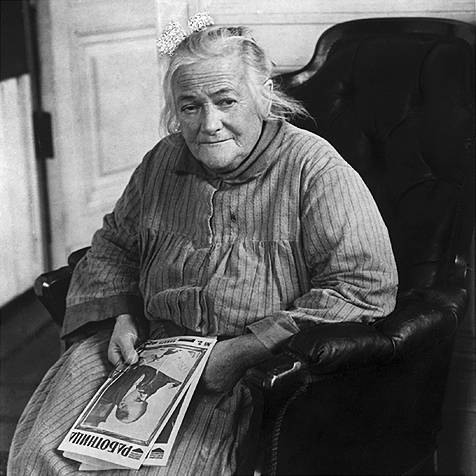
Clara Zetkin um 1930 im Alter von etwa 73 Jahren

In den Machtkämpfen und Intrigen, die die KPD in den 1920er Jahren prägten, betrieb Zetkin laut dem Historiker Ilko-Sascha Kowalczuk eine „Nebeninnenpolitik“: In zahlreichen Briefen legte sie ihren Anhängern in der Partei, aber auch der Parteispitze hinter den Kulissen ihre Sicht der Dinge dar. Walter Ulbricht, damals Politischer Leiter des KPD-Bezirks Berlin-Brandenburg, war davon zunehmend irritiert und unterband am 2. März 1929, dass einer ihrer Briefe weitergeleitet wurde. Stattdessen schrieb er ans ZK, mit diesem Briefeschreiben müsse „Schluss gemacht werden, die Minderheit hat sich der Mehrheit unterzuordnen“. Ulbricht fürchtete, dass Zetkin, die sowohl in Moskau als auch in Deutschland über großen moralischen Kredit verfügte, ihm schaden könne. Beim Weddinger Parteitag im Juni 1929 wurde Zetkin nicht mehr ins ZK gewählt.
Von Oktober 1929 bis März 1930 verfasste Zetkin ein ausführliches Memorandum Zur Krise in der KPD, das sie der EKKI und der sowjetische Delegation daselbst zuschickte: Seit 1924 seien die Nebenorganisationen der KPD wie die Rote Hilfe Deutschlands zunehmend gleichgeschaltet und gemaßregelt worden, was mit „schmutzigen Verleumdungen“ einhergegangen sei. Die Parteiführung sei in Marxismus-Leninismus und Geschichte ungebildet und ermangele „des sicheren Kompasses marxistischen Forschens, Denkens und Feststellens“, ihr Bolschewismus sei „bloße Nachäfferei des russischen Vorbilds“. Die Folge seien eine Zersplitterung der Kräfte, wie sie zum Beispiel der Ausschluss der KPO mit sich gebracht habe, den Zetkin kritisierte, und eine Isolierung der KPD von den werktätigen Massen, die an „Phrasendrescherei“ und Dogmatismus kein Interesse hätten. Zetkin stellte den Führungsanspruch der KPdSU innerhalb der Komintern nicht in Frage, bemängelte aber, dass sie eine regelrechte Diktatur ausübe und ihre „Fraktionskämpfe in die übrigen Sektionen folgenschwer übertragen“ würde. Zetkin verlangte, die Parteiausschlüsse rückgängig zu machen, die seit 1928 wegen Opposition gegen Auffassungen und Beschlüsse der EKKI erfolgt seien und eine vorurteilsfreie, rein sachliche Diskussion der strittigen Punkte: „Volle Diskussionsfreiheit für alle, die sich zu den Grundsätzen der Kommunistischen Internationale bekennen“. Mit diesen Forderungen konnte sich Zetkin nicht durchsetzen.
Zetkin gehörte dem Reichstag der Weimarer Republik während der gesamten Zeit seines Bestehens ohne Unterbrechung an (1920 bis 1933; 1. bis 7. Wahlperiode). Der langjährige Reichstagspräsident Paul Löbe erinnert sich an ihre rednerische Gewandtheit, im Parlament formvollendet und frei zu sprechen. Außerdem hebt er anerkennend hervor, dass sich Zetkin an den häufig von der KPD-Fraktion veranstalteten Tumulten und Rüpelszenen im Reichstag nicht beteiligte. Seit Ende der 1920er Jahre lebte sie nur noch in Moskau.
Am 30. August 1932 eröffnete Zetkin, eigens zu diesem Zweck nach Berlin gereist, die konstituierende Sitzung des 6. Reichstages als Alterspräsidentin. Sie hatte kurz zuvor einen schweren Malaria-Anfall überstanden und war noch stark geschwächt: Von ihrer Reichstagsrede abgesehen, für die sie ihr Sohn Maxim fitgespritzt hatte, verbrachte sie die meiste Zeit im Bett. Die Eröffnungsrede im Reichstag widmete sie dem Kampf gegen den Faschismus. Der SPD warf sie vor, Schrittmacherin der Präsidialkabinette gewesen zu sein, die sie als reaktionär und faschismusfreundlich kennzeichnete. Trotz des vorausgehenden Wahlerfolgs für die KPD erkannte sie gleichwohl die Gefahr, die von der inzwischen stärksten Fraktion des Reichstags, der NSDAP, ausging. Sie schloss die Rede mit dem Ausdruck ihrer Hoffnung, sie werde auch noch „das Glück […] erleben, als Alterspräsidentin den ersten Rätekongreß Sowjetdeutschlands zu eröffnen“. Den Pflichten einer Alterspräsidentin entsprechend leitete sie die Wahl Hermann Görings (NSDAP) zum Reichstagspräsidenten und übergab anschließend die Sitzungsleitung an ihn. Die NSDAP hörte ebenso wie alle anderen Fraktionen Zetkins Rede ohne Zwischenrufe oder sonstige Störungen an. Diese Sitzung ist die einzige erhaltene Tonaufnahme aus dem Reichstag, in der Zetkin zu hören ist.

 	
In ihrem Handbuch Deutsche Kommunisten würdigten Hermann Weber und Andreas Herbst Zetkin so: 

„Die Widersprüche ihrer Haltung scheinen symptomatisch für jene kommunistischen Führer, die trotz aller Bedenken gegen die Politik Stalins und die Entwicklung der KPD nicht nachdrücklich dagegen opponierten, weil sie ihr Idol ‚Rußland‘ nicht zu kritisieren wagten und so dem Stalinismus den Weg erleichterten. Dieser Standort, einerseits durch die absolute Ergebenheit zur Sowjetunion, andererseits durch die kritische Sicht der KPD- und der Komintern-Politik geprägt, zeigt das Dilemma Clara Zetkins, die zwischen kritischem und stalinistischem Kommunismus schwankte.“

### Tod

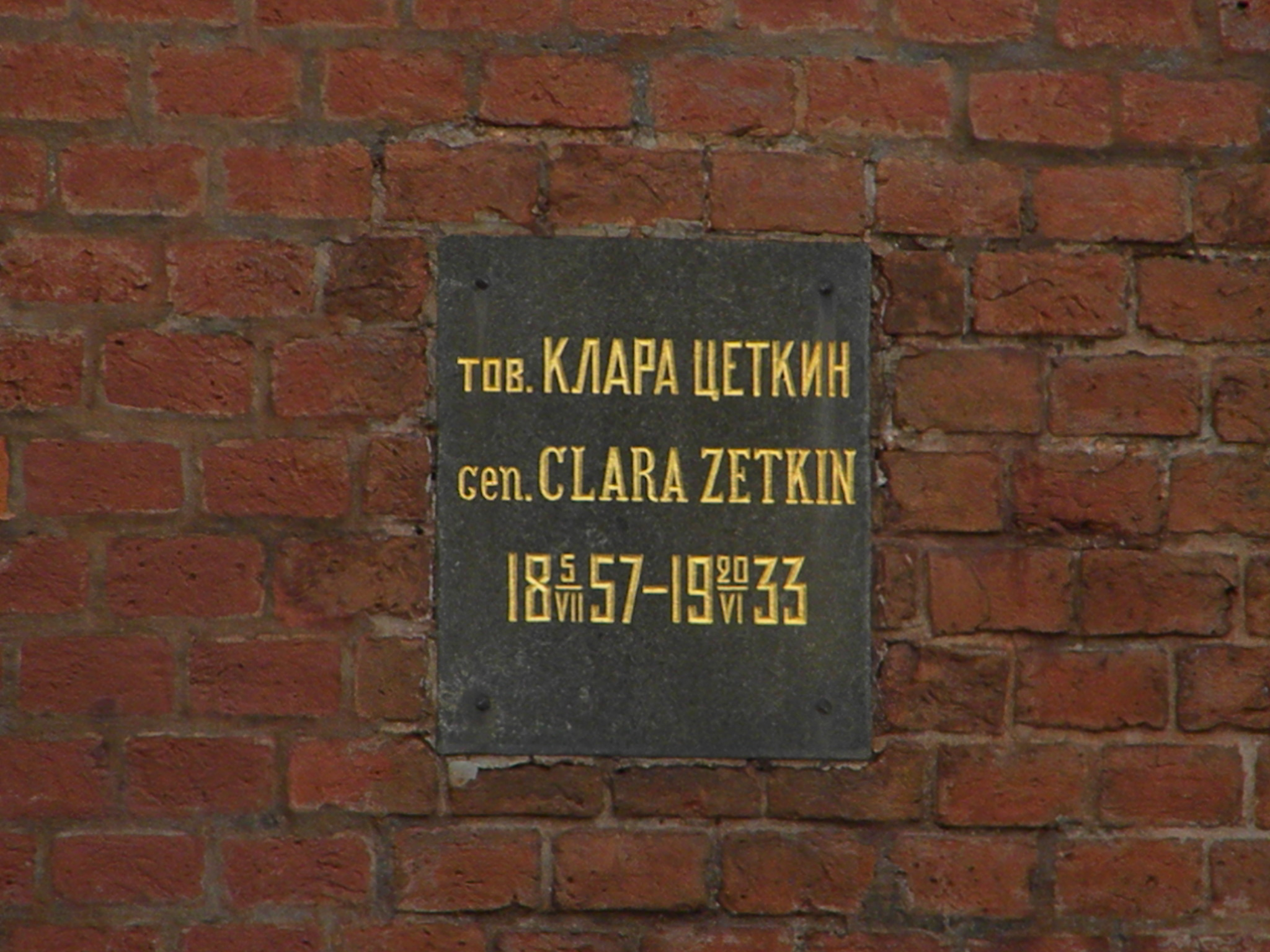
Urnengrab von Clara Zetkin

Ende Januar 1933, zur Zeit der Machtergreifung durch die NSDAP unter Adolf Hitler und dem Ausschluss der KPD aus dem Reichstag infolge der Reichstagsbrandverordnung, befand sich Zetkin wieder in der Sowjetunion. Nach Angaben von Maria Reese, einer KPD-Abgeordneten des Reichstags, die sie dort unter Schwierigkeiten besuchte, lebte sie bereits parteipolitisch isoliert. Sie starb wenig später am 20. Juni 1933 im Alter von fast 76 Jahren. Ihre Urne wurde in der Nekropole an der Kremlmauer in Moskau auf der rechten Seite im Grab Nummer 44 beigesetzt. Stalin selbst trug die Urne zur Beisetzung. Sie ist neben Otto Strupat (1893–1921), Oskar Hellbrück (1884–1921) und Fritz Heckert (1884–1936) eine der wenigen Deutschen, die an der Kremlmauer bestattet wurden. Ihr Gehirn wurde wie das Lenins und Majakowskis im Moskauer Institut für Hirnforschung aufbewahrt.

## Ehrungen
Clara Zetkin wurde 1927 mit dem Rotbannerorden und 1932 mit dem Leninorden ausgezeichnet.
In der DDR wurde Zetkin zu einer der historischen Leitfiguren der SED-Propaganda, in der besonders ihre Rolle als Frauenrechtlerin und Verbündete der Sowjetunion herausgestellt wurde. Der Demokratische Frauenbund Deutschland widmete ihr zum XI. Bundeskongress eine Paradefahne mit Ehrenbanner. Straßen und Schulen trugen ihren Namen. In Ost-Berlin hieß seit 1951 die auf das Reichstagsgebäude zulaufende Parallelstraße zu Unter den Linden nach ihr. Nach der deutschen Wiedervereinigung setzte der Berliner Verkehrssenator Herwig Haase (CDU) im August 1993 eine Unabhängige Kommission zur Umbenennung von Straßen ein, die empfahl, keine Straßen mehr nach Zetkin zu benennen: Sie sei eine „überzeugte Anhängerin Lenins“ gewesen, habe „die Parteidiktatur der Bolschewiki“ verteidigt und Stalins Sowjetunion als „das politische und gesellschaftliehe Vorbild Deutschlands“ angesehen. 1995 wurde die Clara-Zetkin-Straße in Dorotheenstraße zurückbenannt. In Tübingen ordnete im Januar 2023 eine Kommission zur Überprüfung von Straßennamen die dortige Clara-Zetkin-Straße als „in der Kritik stehend“ ein und empfahl, um u. a. auf Zetkins „Mitwirkung an Justizverbrechen“ hinzuweisen, die Straße mit einer entsprechenden Markierung („Knoten“) zu versehen. Nach einer öffentlichen Kontroverse verwarf im Gemeinderat am 26. Oktober 2023 eine Mehrheit aus den Fraktionen von Die Linke, SPD und AL/Grünen den Vorschlag.

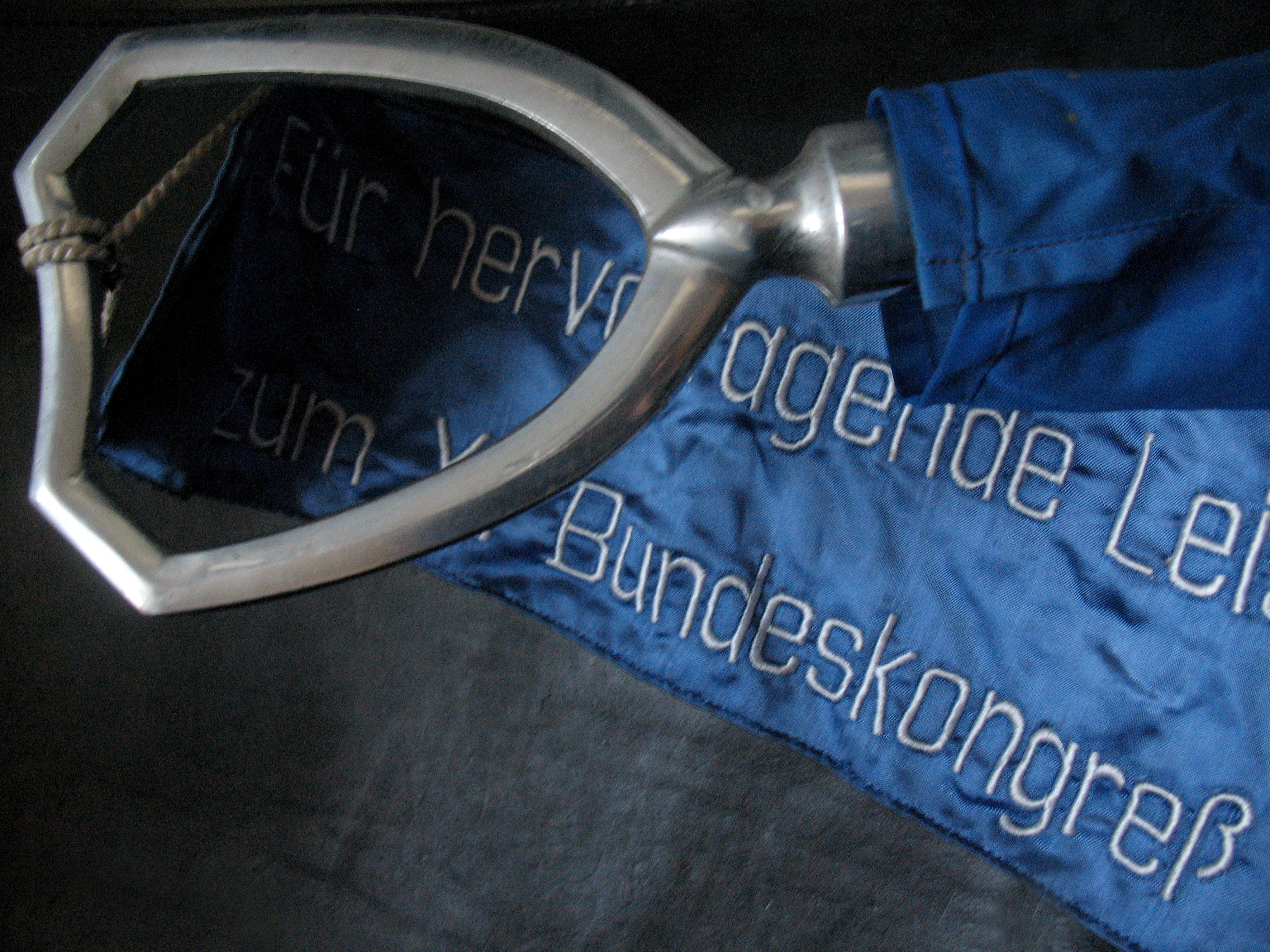
Paradefahne Clara Zetkin mit Ehrenbanner des Bundesvorstandes Demokratischer Frauenbund Deutschlands

- Die DDR richtete in dem Haus in Birkenwerder nördlich von Berlin, wo sie von 1929 bis 1932 gelebt hatte, ein Museum über ihr Leben ein, das noch heute existiert[50] und nach Anmeldung zugänglich ist.[51]
- Ab 1971 zeigten die 10-Mark-Scheine der DDR ihr Konterfei.
- Eine bedeutende Kulturstätte der Stuttgarter Arbeiterbewegung, das Waldheim Sillenbuch, trägt den Namen Clara-Zetkin-Haus.
- Der Clara-Zetkin-Park in Leipzig trug ab 1955 ihren Namen. Seit 2011 heißen nur noch der ehemalige Albertpark und der Volkspark im Scheibenholz Clara-Zetkin-Park. Die übrigen Teile erhielten ihre alten Bezeichnungen Johannapark, Klingerhain, Palmengarten und Richard-Wagner-Hain zurück.
- In der Gemeinde Niepars erhielt 1973 die neu erbaute Schule den Namen Clara Zetkins. Außerdem schuf der Bildhauer Hans-Peter Jäger (* 1941) an der Schule ein 3,30 × 7,90 m großes Beton-Relief mit dem Thema Clara Zetkin.[52] Der Name wurde 1990 getilgt.[53] Über das Schicksal des Reliefs wurden keine Informationen gefunden.
- Die Deutsche Post der DDR gab 1987 zu ihren Ehren eine Sondermarke in der Serie Persönlichkeiten der deutschen Arbeiterbewegung heraus.
- In Berlin wurde zum 750-jährigen Stadtjubiläum 1987 eine Wohngebiets-Grünanlage im Ortsteil Marzahn in Clara-Zetkin-Park benannt.
- 1997 verlieh das Bezirksamt von Marzahn-Hellersdorf einem neu gestalteten Platz den Namen Clara-Zetkin-Platz.
- 1998 benannte die Stadt Hannover einen Weg in der Innenstadt am Fluss Leine nach Clara Zetkin.
- In ihrem Geburtsort Wiederau, wo sie bis zum 15. Lebensjahr mit ihren Eltern wohnte, befindet sich in der ehemaligen Schule eine Gedenkstätte im Museum in der alten Dorfschule. Dort wurde auch eine Gedenktafel der Initiative Frauenorte Sachsen angebracht.
- Die IG-Metall-Frauen in Heidenheim verleihen seit 2007 in zweijährigem Turnus, jeweils am 8. März, dem Internationalen Frauentag, einen Clara-Zetkin-Preis an eine Frau, die einen „nachhaltigen Beitrag für die Frauenarbeit geleistet“[54] hat (z. B. 2009 an Andrea Ypsilanti).
- Die Partei Die Linke benannte ihren Fraktionssaal im Reichstagsgebäude nach ihr und vergibt seit 2011 einen mit 3000 Euro dotierten Clara-Zetkin-Frauenpreis, „um herausragende Leistungen von Frauen in Gesellschaft und Politik zu würdigen“[55] (erste Preisträgerin war Florence Hervé).
- Anlässlich des Internationalen Frauentags 2012 schlug der Fraktionsvorsitzende der Partei Die Linke, Gregor Gysi, dem Bundestagspräsidenten Norbert Lammert vor, den Bundestags-Neubau in der Wilhelmstraße 65 nach Clara Zetkin zu benennen,[56] was jedoch nicht erfolgte.
- Seit 1985 findet sich die Clara-Zetkin-Straße im Tübinger Stadtteil Lustnau.

Clara-Zetkin-Gedenkstätten und -Denkmäler (Auswahl)
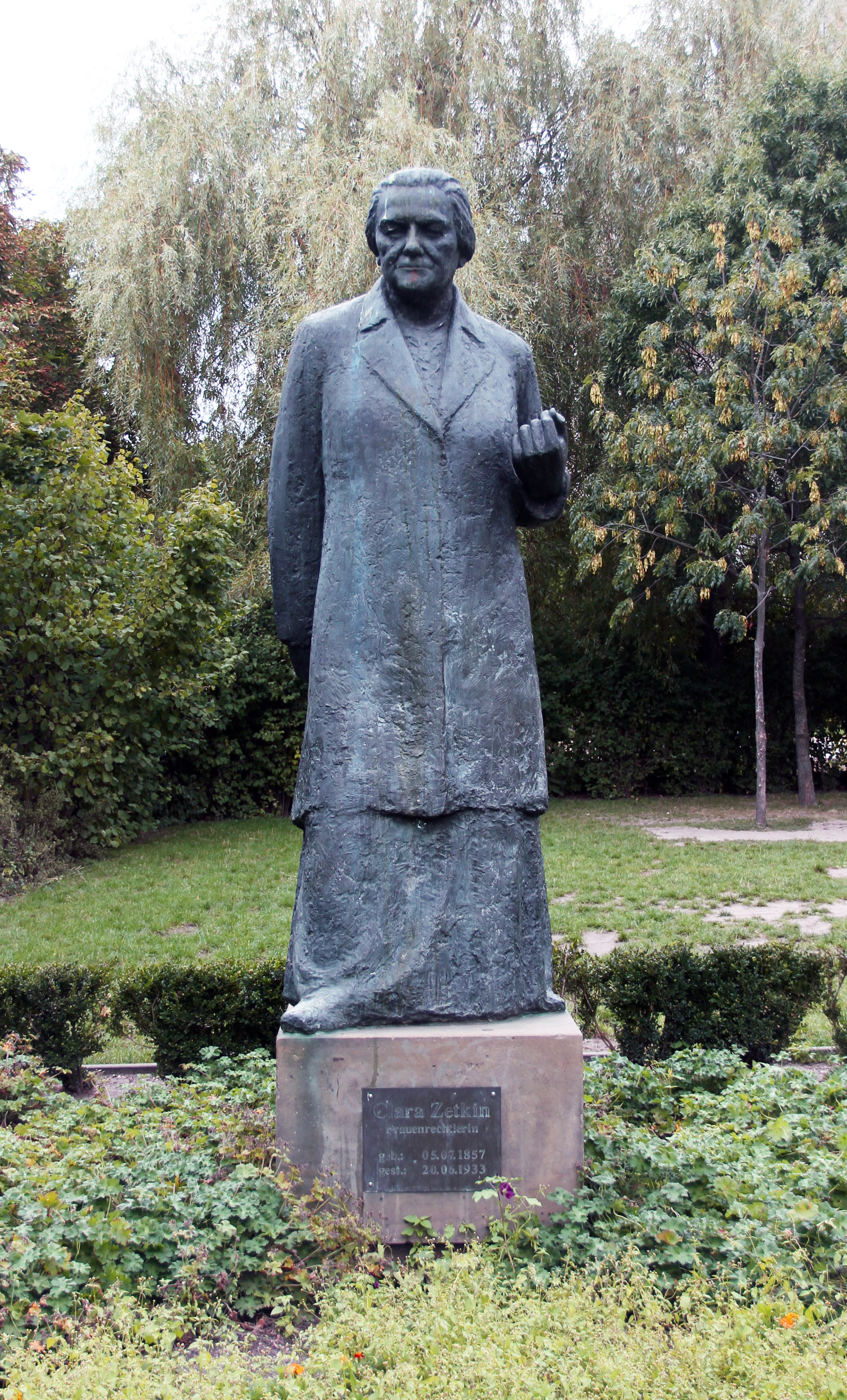
Clara-Zetkin-Denkmal im gleichnamigen Berliner Park
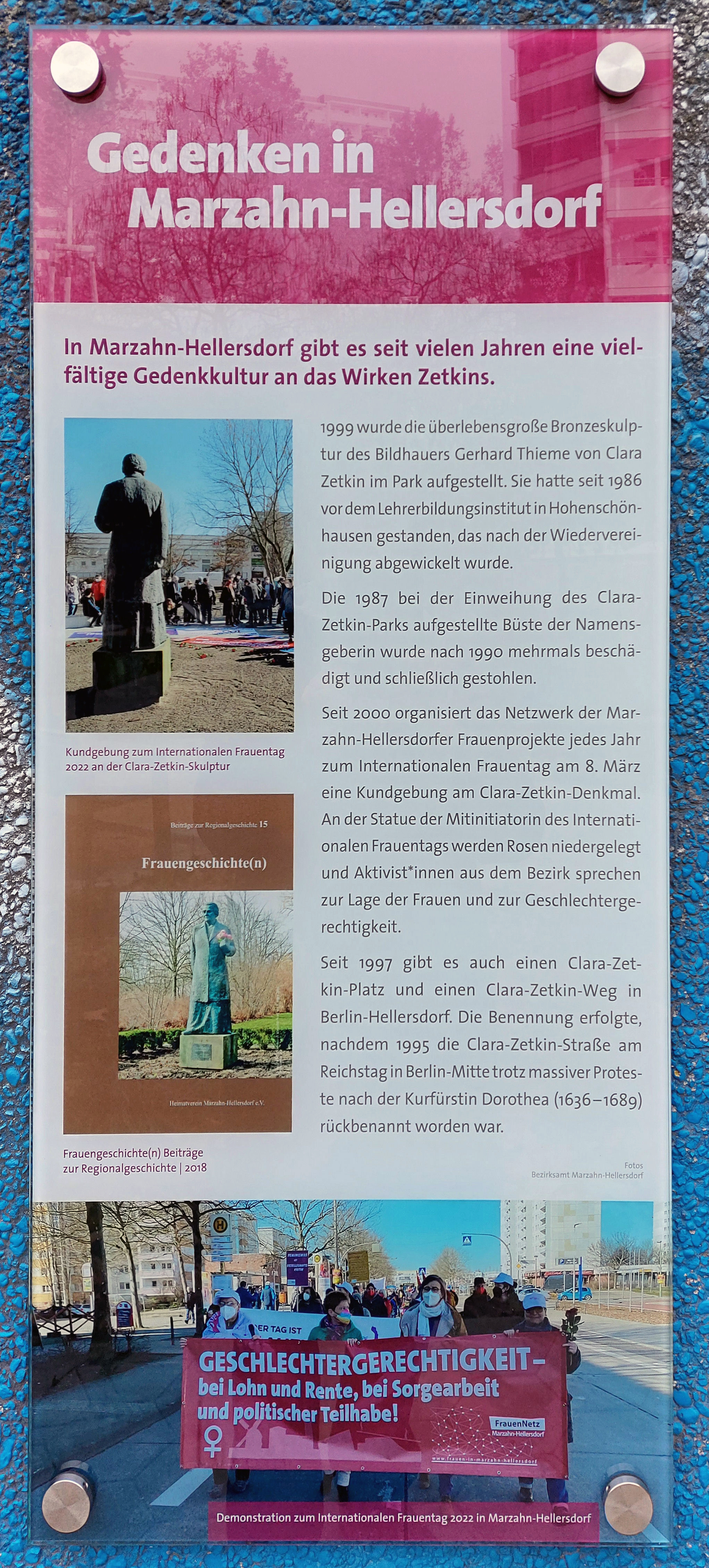
Gedenktafeln im Clara-Zetkin-Park in Berlin
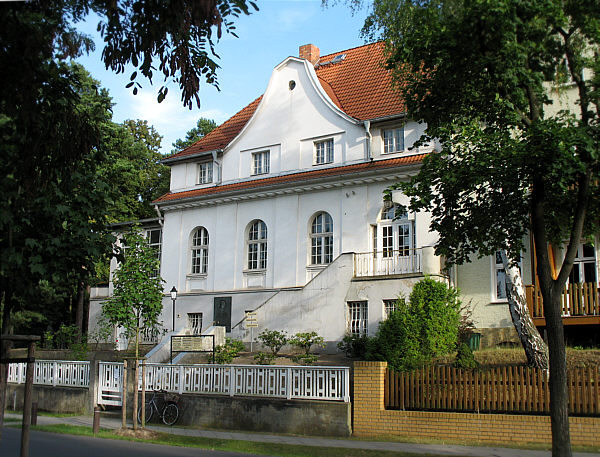
Clara-Zetkin-Gedenkstätte in Birkenwerder
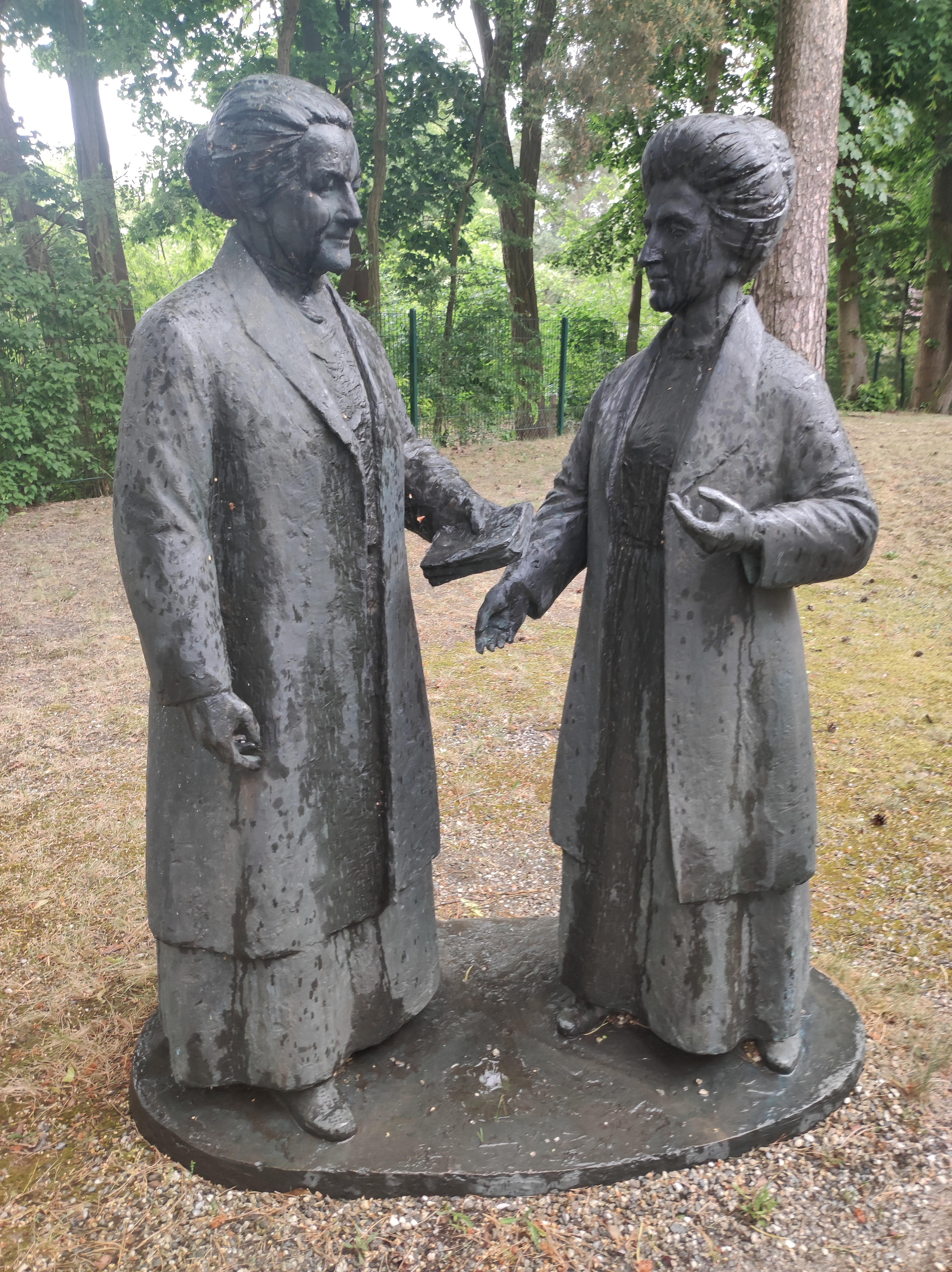
Skulptur von Gerhard Thieme im Garten der Clara-Zetkin-Gedenkstätte Birkenwerder (23. Mai 2025)
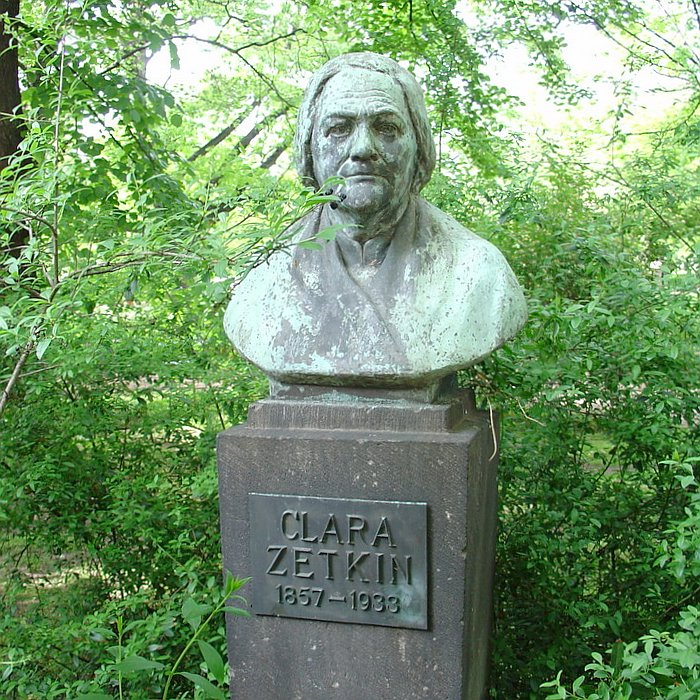
Clara-Zetkin-Denkmal in Dresden
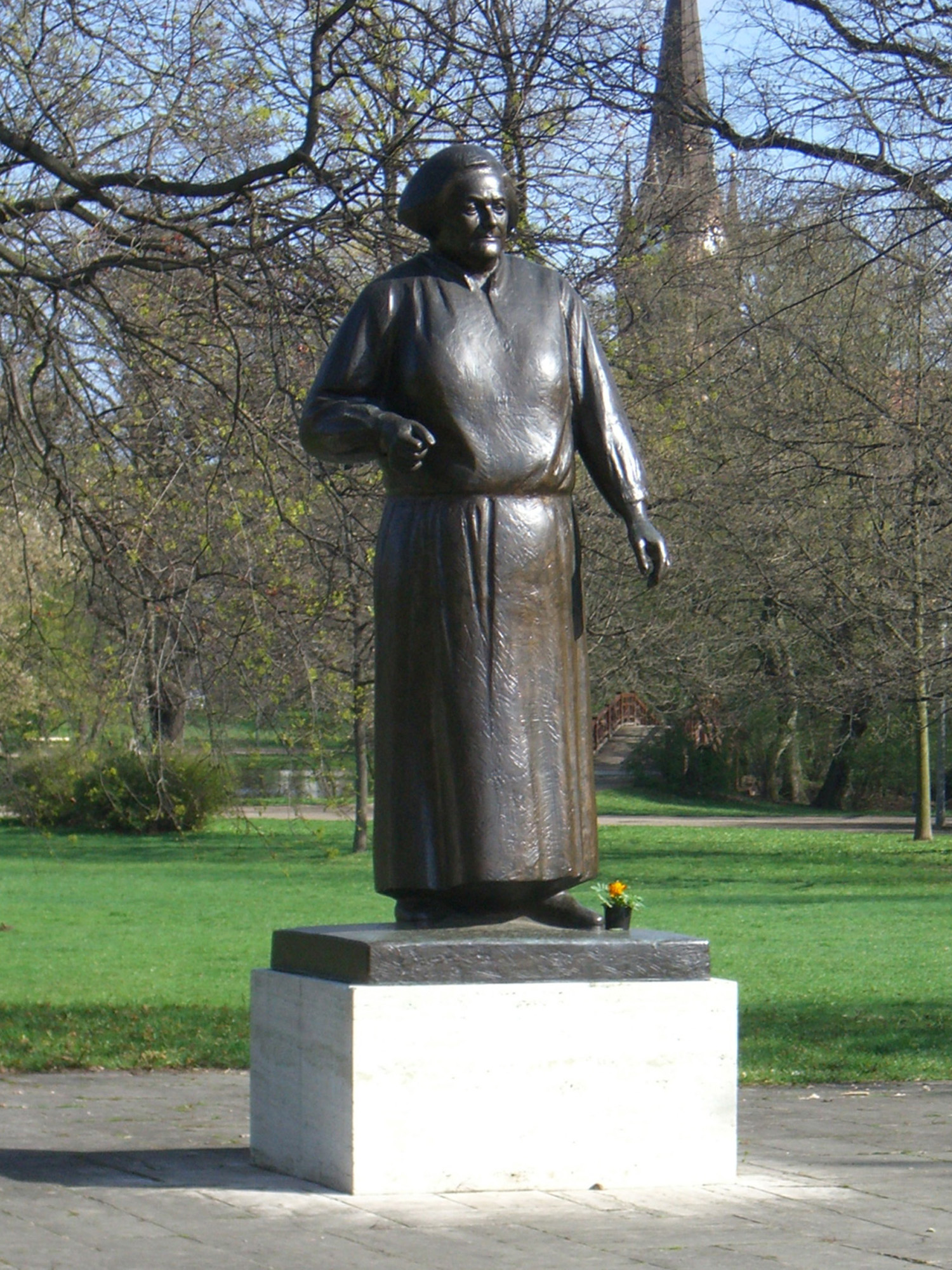
Clara-Zetkin-Denkmal im Leipziger Johannapark
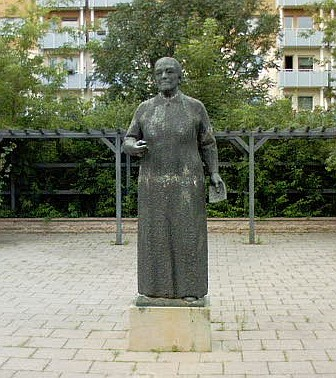
Clara-Zetkin-Denkmal in Neubrandenburg
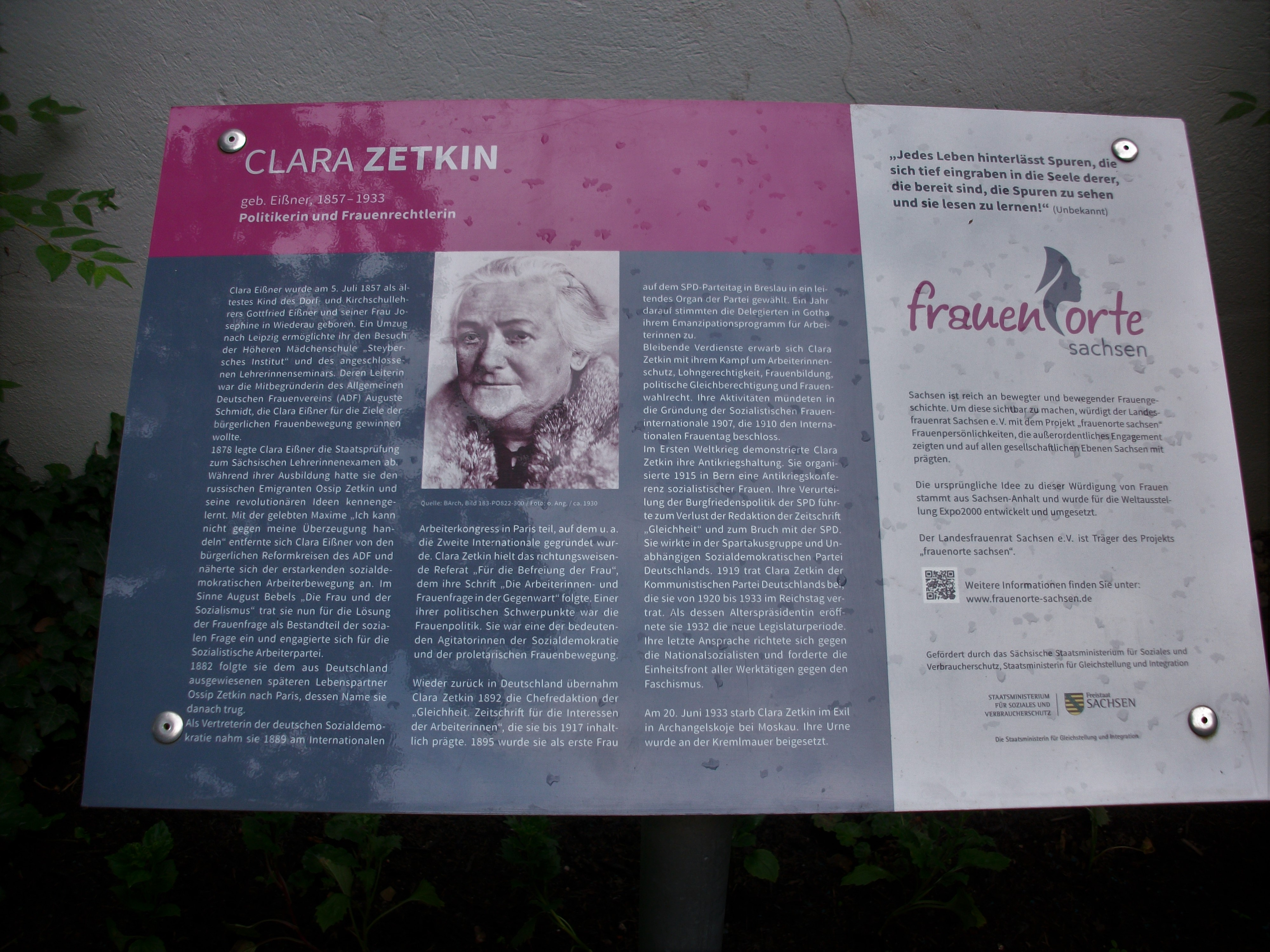
Frauenorte Sachsen, Infotafel Clara Zetkin an ihrem Geburtshaus in Wiederau

Clara Zetkin als Motiv für Briefmarken und Zahlungsmittel der DDR u. a. Staaten des vormaligen „Ostblocks“
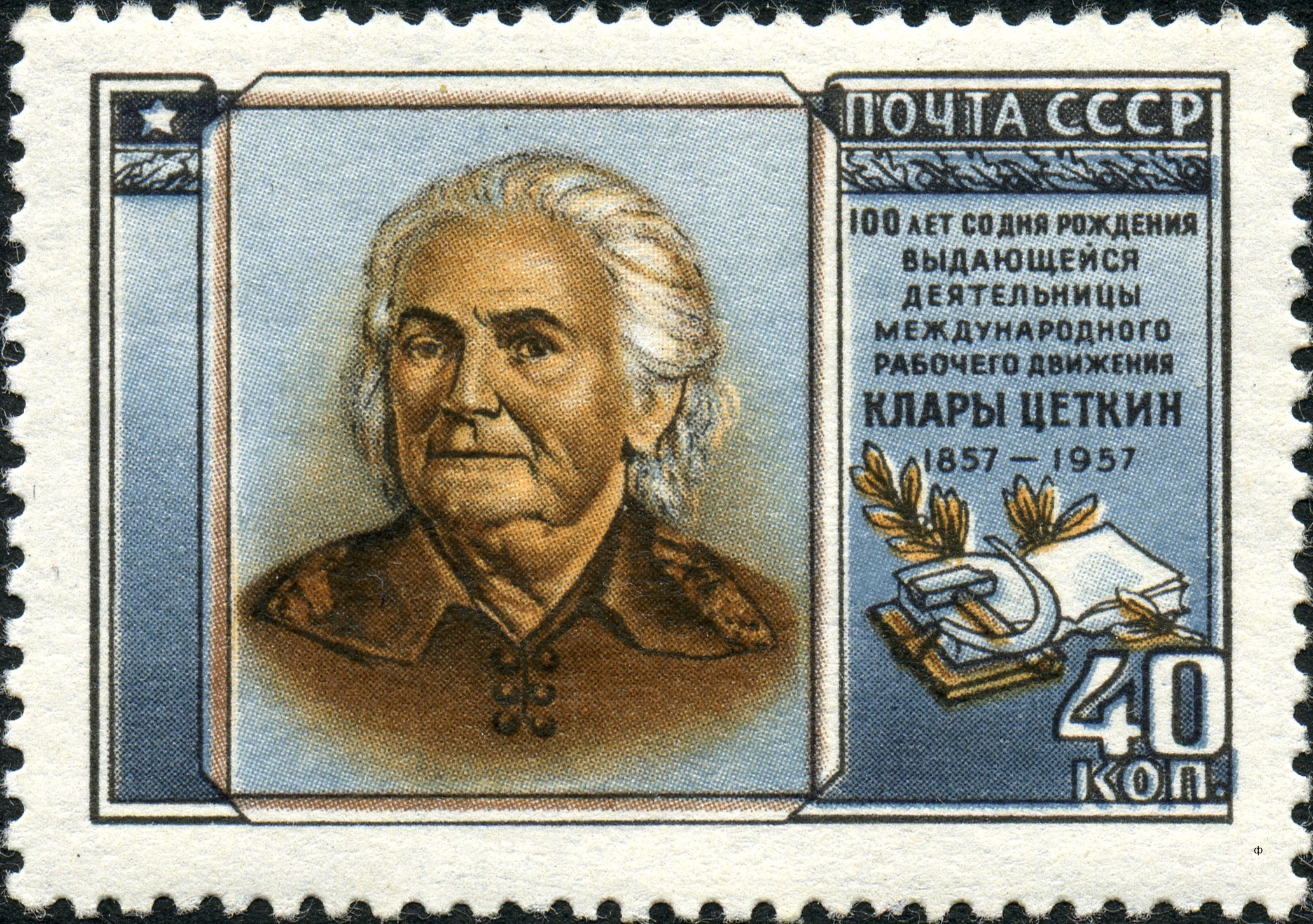
Briefmarke der Sowjetunion von 1957 zum 100. Geburtstag Clara Zetkins

## Weitere Darstellungen Clara Zetkins in der bildenden Kunst (Auswahl)
- Heinrich Apel: Clara Zetkin (Holzschnitt, aus der Mappe „Bildnisse - Porträts von Persönlichkeiten“, 1985)
- Walter Arnold: Klara Zetkin (Porträtbüste, Bronze, 1959; Brandenburgisches Landesmuseum für moderne Kunst, Frankfurt/Oder)[57]
- Sandor Ek: Clara Zetkin (Druckgrafik)
- Karl-Ludwig Hartig: Clara Zetkin (Kreidezeichnung auf Leinwand, 1952/1953)[58]
- Heinz Lohmar: Clara Zetkin (Öl)[59]
- Grete Tschaplowitz-Seifert: Clara Zetkin (Porträtbüste, um 1953; Marmor)[60]
- Heinz Wagner: Clara Zetkin, Lehrerin des Volkes (Öl, ausgestellt 1962/1963 auf der Fünften Deutschen Kunstausstellung)[61]

## Veröffentlichungen (Auswahl)
- Die Arbeiterinnen- und Frauenfrage der Gegenwart. Verlag der Berliner Volks-Tribüne, Berlin 1889, fes.de (PDF; 1 MB) Friedrich-Ebert-Stiftung.
- Der Student und das Weib. Verlag der Sozialistischen Monatshefte, Berlin 1899 Der Student und das Weib. (DjVu, Commons).
- Die Schulfrage. Referat, gehalten auf der dritten Frauenkonferenz in Bremen. Expedition der Buchhandlung Vorwärts, Berlin 1904. Digitalisat HUB Berlin
- Zur Frage des Frauenwahlrechts. Bearbeitet nach dem Referat auf der Konferenz sozialistischer Frauen zu Mannheim. Buchhandlung Vorwärts, Berlin 1907 Digitalisat und Volltext im Deutschen Textarchiv, Zur Frage des Frauenwahlrechts. (PDF; 6,7 MB) Friedrich-Ebert-Stiftung.
- Das Frauenstimmrecht [Begründung zur Resolution: Das Frauenstimmrecht]. In: Internationaler Sozialisten-Kongreß zu Stuttgart 18. bis 24. August 1907. Berlin 1907, S. 40–48. (Digitalisat und Volltext im Deutschen Textarchiv)
- Karl Marx und sein Lebenswerk. Molkenbuhr, Elberfeld 1913.
- Rosa Luxemburg und Karl Liebknecht. Rote Fahne, Berlin 1919.
- Wir klagen an! Ein Beitrag zum Prozess der Sozial-Revolutionäre. Verlag der Kommunistischen Internationale, Hamburg 1922.
- Im befreiten Kaukasus. Verlag für Literatur und Politik, Wien/Berlin 1926.
- Die Bedeutung der aufbauenden Sowjetunion für die deutsche Arbeiterklasse. Vereinigung Internationaler Verlagsanstalten, Berlin 1926.MDZ Reader
- Erinnerungen an Lenin. Verlag für Literatur und Politik, Wien/Berlin 1929.
- Hungermai, Blutmai, roter Mai! Carl Hoym, Hamburg / Berlin 1932.
- Angeklagter Hitler. Protokolle, Augenzeugen- und Tatsachenberichte aus den faschistischen Folterhöllen Deutschlands Clara Zetkin ruft zur Internationale Hilfswoche der IRH (17.–25. Juni 1933). Mopr-Verlag, Zürich 1933.

Posthum herausgegebene Gesammelte Werke
- Ausgewählte Reden und Schriften. Drei Bände. Dietz Verlag, Berlin 1957–1960.
- Ich will dort kämpfen, wo das Leben ist. Eine Auswahl von Schriften und Reden. Dietz-Verlag, Berlin 1955.
- Zur Theorie und Taktik der kommunistischen Bewegung. Hrsg. v. Katja Haferkorn und Heinz Karl. Philipp Reclam jun., Leipzig 1974. (=Reclams  Universalbibliothek Band 549)
- Die Briefe 1914 bis 1933. Band 1: Die Kriegsbriefe (1914-1918) von Clara Zetkin. Die Briefe 1914–1933, herausgegeben von Marga Voigt. Karl Dietz Verlag, Berlin 2016, ISBN 978-3-320-02323-2.
- Die Briefe 1914 bis 1933. Band 2: Die Revolutionsbriefe (1919-1923), hrsg. v. Jörn Schütrumpf und  Marga Voigt. Karl Dietz Verlag, Berlin 2023, ISBN 978-3-320-02412-3.

als Übersetzerin
- Edward Bellamy: Ein Rückblick aus dem Jahre 2000 auf das Jahr 1887. J. H. W. Dietz Nachf., Stuttgart 1914.

## Weitere Werke

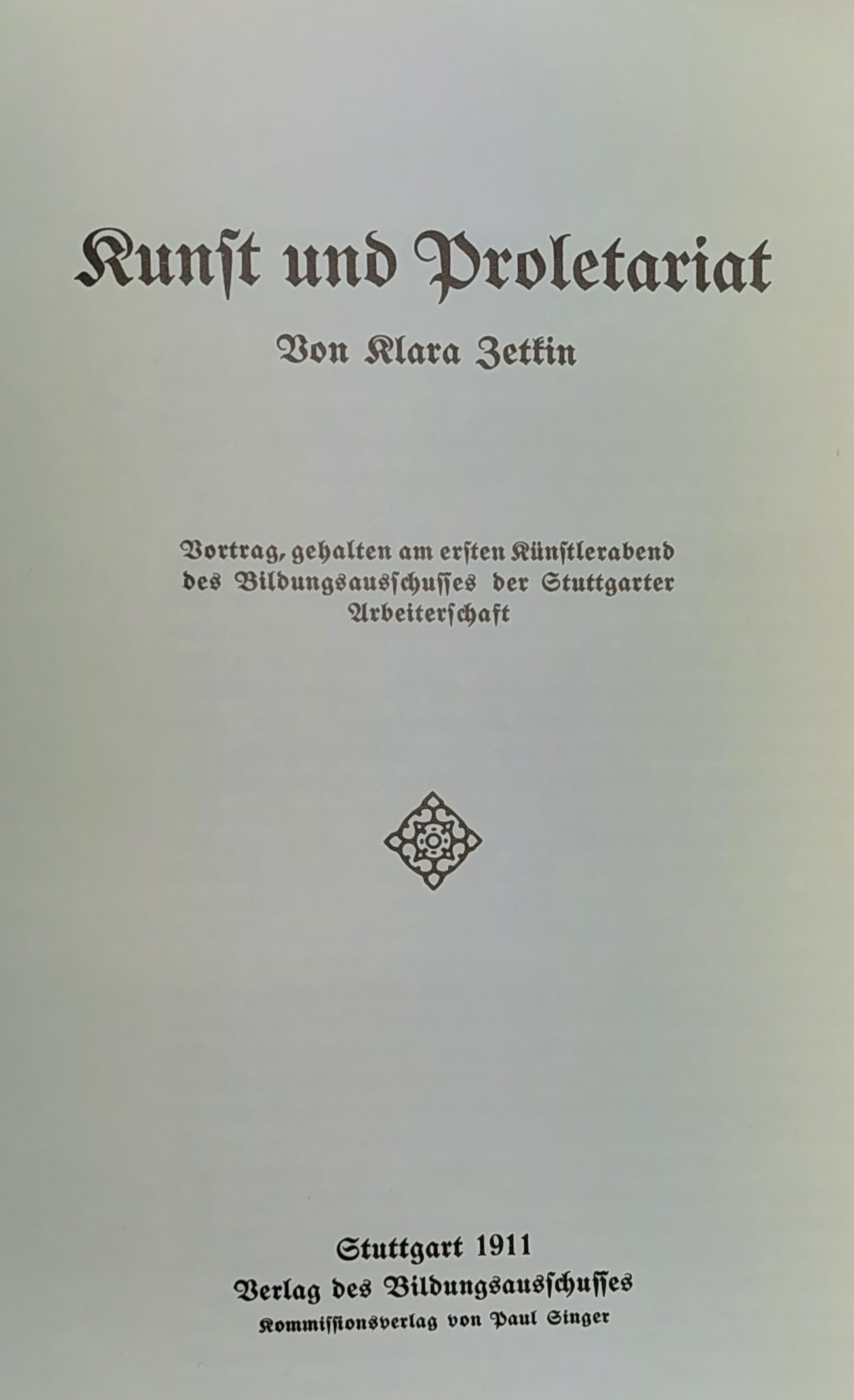
Kunst und Proletariat (1911)

- Erinnerungen an Lenin. Gespräche zur Frauenfrage. Verlag Wiljo Heinen, Berlin und Böklund 2019, ISBN 978-3-95514-038-0.
- Zur Geschichte der proletarischen Frauenbewegung Deutschlands. 3. Aufl. Verlag Marxistische Blätter, Frankfurt am Main 1984, ISBN 3-88012-532-5.
- Kunst und Proletariat. 2. Aufl. Dietz-Verlag, Berlin 1979.
- Für die Sowjetmacht: Artikel, Reden und Briefe; 1917–1933. Verlag Marxistische Blätter, Frankfurt am Main 1977, ISBN 3-88012-494-9.
- Revolutionäre Bildungspolitik und marxistische Pädagogik. Ausgewählte Reden und Schriften. Verlag Volk und Wissen, Berlin 1983.
- Erinnerungen an Lenin. Mit einem Anhang. Aus dem Briefwechsel Clara Zetkins mit W. I. Lenin und N. K. Krupskaja. Dietz Verlag, Berlin 1957.

## Fernsehdokumentation
- Clara Zetkin – die Unbestechliche. Ein Film von Ernst-Michael Brandt im Rahmen der Reihe „Deutsche Lebensläufe“. Erstsendung am 1. Juni 2008 im MDR.
- Clara Zetkin. TV-Dokumentarspiel. DDR 1975, mit Barbara Dittus
- Beate Thalberg: Universum History: Die Unbeugsamen – Drei Frauen und ihr Weg zum Wahlrecht. Österreich 2019, mit Anna Brüggemann (Clara Zetkin), Katharina Haudum (Adelheid Popp) und Marie-Luise Stockinger (Hildegard Burjan)